# Waltenschwil
Waltenschwil é uma comuna da Suíça, no Cantão Argóvia, com cerca de 2.208 habitantes. Estende-se por uma área de 4,54 km², de densidade populacional de 486 hab/km². Confina com as seguintes comunas: Boswil, Bremgarten, Bünzen, Büttikon, Hermetschwil-Staffeln, Kallern, Uezwil, Wohlen.
A língua oficial nesta comuna é o Alemão.